# Dichaetomyia keiseri
Dichaetomyia keiseri är en tvåvingeart som beskrevs av Fritz Isidore van Emden 1965. Dichaetomyia keiseri ingår i släktet Dichaetomyia och familjen husflugor.
Artens utbredningsområde är Sri Lanka. Inga underarter finns listade i Catalogue of Life.